# Dragon Half
Dragon Half (jap. ドラゴンハーフ, Doragon Hāfu) ist ein Manga von Ryūsuke Mita, der auch als OVA adaptiert wurde.

## Handlung
In einer Fantasywelt steht Mink (ミンク), deren Mutter ein Drache und ihr Vater ein Mensch ist, den Problemen des normalen Alltags eines Teenagers gegenüber. Ihre beste Freundin ist die sadistische Elfe Rufa (ルファ), die es nie schafft, ihre Fähigkeiten gezielt einzusetzen und dadurch bis auf das eigentliche Ziel meist alles zerstört. Rufa besitzt zudem einen starken sexualtrieb und baggert jeden schönen Mann in ihrer Nähe an. Dabei schreckt sie selbst vor Frauen nicht zurück.
Eines der Hobbys von Mink ist die Musik und so erwärmt sie sich für den populären Sänger Dick Saucer (ディック・ソーサー). Indes muss sie feststellen, dass ihr Vater einst ein Drachentöter war, der ihre Mutter töten sollte, sich aber stattdessen in sie verliebte und mit ihr durchbrannte. Seinem Auftraggeber, dem König, gefiel dies nun gar nicht und so wollte er den Vater am liebsten töten.
Der König unterstützt seine eigene Tochter und Prinzessin mit allen Mitteln. Sie ist Präsidentin des Dick Saucer Fanclubs und steht damit in direkter Konkurrenz zu Mink. Als ob diese Probleme nicht bereits genug wären, übt sich ausgerechnet Dick Saucer ebenfalls als Drachentöter. So tappt der „Unglücksdrache“ Mink von einem Fettnäpfchen ins nächste und macht sich dadurch ungewollt viele Feinde, die sie aber meist dank ihres Daseins als Halbdrache bezwingen kann.

## Entstehung und Veröffentlichungen

### Manga
Der dem Shōnen-Genre zuzuordnende Manga stammt aus der Feder von Ryūsuke Mita und wurde vom März 1988 bis zum Juni 1994 innerhalb des japanischen Monthly Dragon Magazine von Kadokawa Shoten veröffentlicht. Die einzelnen Kapitel wurden später in Form von sieben Bänden als Tankōbon veröffentlicht.

### Anime
Auf Grundlage der Mangavorlage wurde seit dem 26. März 1993 die erste DVD Dragon Half – Minku Tabidachi (ドラゴンハーフ〜ミンク旅立ち, dt. „Dragon Half – Minks Aufbruch zu einer Reise“) einer zweiteiligen OVA-Produktion in Japan angeboten, der am 28. Mai desselben Jahres die zweite Episode Dragon Half – Kyōsatsu Butō Taikai (ドラゴンハーフ〜凶殺武闘大会, dt. etwa: „Dragon Half – Tödliches Kampfturnier“) folgte. Ursprünglich war die Serie auf vier Folgen ausgelegt, wurde aber wegen anfänglich schlechter Verkaufszahlen auf zwei Folgen gekürzt. Shinya Sadamitsu war dabei als Regisseur zuständig, während Kōhei Tanaka die begleitende Musik produzierte und Masahiro Koyama das Character-Design übernahm.
In den Vereinigten Staaten wurden die Folgen von ADV Films synchronisiert und ab dem 24. September 2002 unter dem Titel Dragon Half auf einer DVD veröffentlicht.
Eine deutsche Synchronisierung erfolgte durch ADV Films Deutschland (Abzweig von ADV Films) in Zusammenarbeit mit Universum Film. Für die Synchronisation selbst wurde die Firma ELG Media beauftragt.

#### Synchronsprecher
| Rolle           | Japanische Stimme (Seiyū) | Deutsche Stimme    |
| --------------- | ------------------------- | ------------------ |
| Mink            | Kotono Mitsuishi          | Susanne Dobrusskin |
| Rufa            | Mariko Kouda              | Petra Glunz-Grosch |
| Dick Saucer     | Yasunori Matsumoto        | Jan Walravens      |
| Prinzessin Vina | Rei Sakuma                | Sybille Kuhne      |

#### Musik
Für das Thema des Abspanns wurde der Titel My Omelette mit Text von Kyoko Matsumiya verwendet, der sich inhaltlich mit dem Backen eines Omelettes auseinandersetzt und dessen Bezug zur Serie ein Geheimnis ist. Die Melodie hingegen wurde aus der 7. Sinfonie von Ludwig van Beethoven übernommen und von Kotono Mitsuishi gesungen. Komponist Kōhei Tanaka sorgte für die korrekte Zusammenstellung dieser Elemente.